# XIe législature du Parlement de Navarre
La XIe législature du Parlement de Navarre est un cycle parlementaire du Parlement de Navarre, d'une durée initiale de quatre ans, ouvert le 16 juin 2023 à la suite des élections du 28 mai 2023.

## Historique
La XIe législature s'ouvre le 16 juin 2023 sous la présidence d'Emilio Jiménez, de Vox, doyen de l'Assemblée, qui fait procéder à l'élection du président. Unai Hualde, de Geroa Bai, est réélu président par 30 voix contre 18 à Iñaki Iriarte, de l'Union du peuple navarrais (UPN) et deux votes blancs. Son élection est suivie de celle des deux vice-présidents et des deux secrétaires.

## Bureau
Le bureau du Parlement de Navarre rassemble le président, deux vice-présidents et deux secrétaires. Le président est élu à la majorité absolue des députés au premier tour, à la majorité simple au second entre les deux candidats ayant recueilli le plus grand nombre de suffrages lors du premier vote. Les vice-présidents et secrétaires sont élus à la majorité simple : les deux candidats qui obtiennent le plus grand nombre de voix sont proclamés élus. Toutefois, les deux vice-présidents sont nécessairement de sexe opposé ; la première vice-présidence étant occupée par le candidat ayant remporté le plus de voix parmi les candidats du sexe opposé à celui élu président du Parlement. La même disposition s'applique pour l'élection des secrétaires.
| Poste                    | Titulaire               | Parti | Parti     |
| ------------------------ | ----------------------- | ----- | --------- |
| Président                | Unai Hualde             |       | Geroa Bai |
| Première vice-présidente | Ainhoa Unzu             |       | PSN       |
| Second vice-président    | Juan Sánchez de Muniáin |       | UPN       |
| Première secrétaire      | Yolanda Ibáñez          |       | UPN       |
| Second secrétaire        | Mikel Zabaleta          |       | EH Bildu  |

## Groupes parlementaires
Le règlement du Parlement de Navarre dispose que les députés issus d'une même candidature ont le droit de former un groupe parlementaire, à condition qu'il compte au moins 3 membres. Les députés appartenant à un même parti ne peuvent former de groupes parlementaires séparés. Les députés ne peuvent intégrer que le groupe parlementaire du parti politique pour lequel ils ont concouru aux élections. L'ensemble des députés membres des candidatures n'ayant pas obtenu le nombre suffisant de députés pour constituer un groupe propre sont intégrés au groupe mixte. Dans ce cas, si une candidature a obtenu au moins deux députés, il leur est possible de former un groupement au sein du groupe mixte. Si le groupe mixte est composé uniquement de groupements, aucun porte-parole commun n'est désigné. Les députés qui ne sont pas membres d'un groupe parlementaire ou du groupe mixte sont considérés comme députés non-inscrits.
| Nom | Nom                                 | Début | Fin | Porte-parole                              |
| --- | ----------------------------------- | ----- | --- | ----------------------------------------- |
|     | Groupe UPN                          | 15    |     | José Javier Esparza                       |
|     | Groupe socialiste de Navarre        | 11    |     | María Chivite Ramón Alzórriz (04/07/2023) |
|     | Groupe EH Bildu Nafarroa            | 9     |     | Laura Aznal                               |
|     | Groupe Geroa Bai                    | 7     |     | Uxue Barkos Pablo Azcona (04/10/2023)     |
|     | Groupe populaire de Navarre         | 3     |     | Javier García                             |
|     | Groupe Contigo Navarra              | 3     |     | Begoña Alfaro Carlos Gúzman (04/09/2023)  |
|     | Groupe mixte-Groupement Vox Navarre | 2     |     | Teresa Nosti                              |

## Commissions parlementaires
| Commission                                                                                    | Président                     | Parti    | Parti |
| --------------------------------------------------------------------------------------------- | ----------------------------- | -------- | ----- |
| Commissions permanentes législatives                                                          |                               |          |       |
| Commission du Régime foral                                                                    | Yolanda Ibáñez                | UPN      |       |
| Commission du Régime foral                                                                    | Ainhoa Unzu (10/11/2023)      | PSN-PSOE |       |
| Commission de la Présidence et de l'Égalité                                                   | Aranzazu Biurrun              | PSN-PSOE |       |
| Commission de la Mémoire et du Vivre-ensemble, de l'Action extérieure et de la langue Basque  | Uxue Barkos                   | GB       |       |
| Commission de la Mémoire et du Vivre-ensemble, de l'Action extérieure et de la langue Basque  | Itxaso Soto (20/10/2023)      | GB       |       |
| Commission du Logement, de la Jeunesse et des Politiques migratoires                          | Olga Chueca                   | PSN-PSOE |       |
| Commission de l'Économie et des Finances                                                      | Isabel Aramburu               | GB       |       |
| Commission de l'Éducation                                                                     | Javier Trigo                  | UPN      |       |
| Commission de l'Éducation                                                                     | Carlos Mena (10/11/2023)      | PSN-PSOE |       |
| Commission de la Santé                                                                        | Pedro González                | UPN      |       |
| Commission de la Santé                                                                        | Mikel Asiain (10/11/2023)     | GB       |       |
| Commission de la Cohésion territoriale                                                        | Maite Esporrín                | PSN-PSOE |       |
| Commission de l'Industrie et de la Transition écologique et numérique des entreprises         | Miguel Bujanda                | UPN      |       |
| Commission de l'Industrie et de la Transition écologique et numérique des entreprises         | María Solana (10/11/2023)     | GB       |       |
| Commission des Droits sociaux, de l'Économie sociale et de l'Emploi                           | Yolanda Ibáñez                | UPN      |       |
| Commission des Droits sociaux, de l'Économie sociale et de l'Emploi                           | Aranzazu Biurrun (10/11/2023) | PSN-PSOE |       |
| Commission de l'Enseignement supérieur, de l'Innovation et de la Transformation numérique     | Javier Lecumberri             | PSN-PSOE |       |
| Commission de l'Intérieur, de la Fonction publique et de la Justice                           | Javier Trigo                  | UPN      |       |
| Commission de l'Intérieur, de la Fonction publique et de la Justice                           | Maite Esporrín (10/11/2023)   | PSN-PSOE |       |
| Commission du Développement rural et de l'Environnement                                       | Yolanda Ibáñez                | UPN      |       |
| Commission du Développement rural et de l'Environnement                                       | Blanca Regúlez (10/11/2023)   | GB       |       |
| Commission de la Culture, des Sports et du Tourisme                                           | Ainhoa Unzu                   | PSN-PSOE |       |
| Commission du Vivre-ensemble et de la Solidarité internationale                               | Pedro González                | UPN      |       |
| Commission du Vivre-ensemble et de la Solidarité internationale                               | Carlos Mena (15/11/2023)      | PSN-PSOE |       |
| Commissions permanentes non-législatives                                                      |                               |          |       |
| Commission du Règlement                                                                       | Unai Hualde                   | GB       |       |
| Commission des Pétitions                                                                      | Javier Trigo                  | UPN      |       |
| Commission des Pétitions                                                                      | Ibai Crespo (08/11/2023)      | PSN-PSOE |       |
| Commissions spéciales                                                                         |                               |          |       |
| Commission pour le Suivi et le Contrôle de l'exécution du rapport sur les Pyrénées-Orientales | Mikel Zabaleta                | EH Bildu |       |

## Gouvernement et opposition
| Candidat            | Date                                    | Vote       |     |     |          |    |     |         |     | Résultat |  |  |  |  |  |  |  |  |  |  |  |  |  |
| Candidat            | Date                                    | Vote       | UPN | PSN | EH Bildu | GB | PPN | Contigo | Vox | Résultat |  |  |  |  |  |  |  |  |  |  |  |  |  |
| María Chivite (PSN) | 14 août 2023 (majorité absolue requise) | Oui        |     | 11  |          | 7  |     | 3       |     | 21 / 50  |  |  |  |  |  |  |  |  |  |  |  |  |  |
| María Chivite (PSN) | 14 août 2023 (majorité absolue requise) | Non        | 15  |     |          |    | 3   |         | 2   | 20 / 50  |  |  |  |  |  |  |  |  |  |  |  |  |  |
| María Chivite (PSN) | 14 août 2023 (majorité absolue requise) | Abstention |     |     | 9        |    |     |         |     | 9 / 50   |  |  |  |  |  |  |  |  |  |  |  |  |  |
| María Chivite (PSN) |                                         |            |     |     |          |    |     |         |     |          |  |  |  |  |  |  |  |  |  |  |  |  |  |
| María Chivite (PSN) | 15 août 2023 (majorité simple)          | Oui        |     | 11  |          | 7  |     | 3       |     | 21 / 50  |  |  |  |  |  |  |  |  |  |  |  |  |  |
| María Chivite (PSN) | 15 août 2023 (majorité simple)          | Non        | 15  |     |          |    | 3   |         | 2   | 20 / 50  |  |  |  |  |  |  |  |  |  |  |  |  |  |
| María Chivite (PSN) | 15 août 2023 (majorité simple)          | Abstention |     |     | 9        |    |     |         |     | 9 / 50   |  |  |  |  |  |  |  |  |  |  |  |  |  |

## Désignations

### Sénateurs
| Parti | Parti | Sénateur désigné | Voix |
| ----- | ----- | ---------------- | ---- |
| GBai  |       | Uxue Barkos      | 21   |

- Désignation : 21 septembre 2023.